# Trojanski rat
Trojanski rat legendarni je desetogodišnji rat između udruženih Grka protiv stanovnika grada Troje. Tradicija rat stavlja u razdoblje 1194. pr. Kr. – 1184. pr. Kr.

## Povijesni izvori i istraživanja
Jedini povijesni izvori u kojima se opisuje Trojanski rat su grčki junački epovi Ilijada i Odiseja, čiji je autor Homer. Ilijada opisuje 51 dan u posljednjoj, desetoj godini rata, a Odiseja razdoblje nakon rata, kojem je glavni junak Odisej. Priča o trojanskom ratu je nadahnula i rimskog pjesnika Vergilija za ep Eneida u kojem je glavni lik Trojanac Eneja.
Stari Grci nisu sumnjali da Homer opisuje stvarni rat i događaje. Smatrali su da se rat dogodio u 13. ili 12. stoljeću pr. Kr. Njemački arheolog Heinrich Schliemann je 1870. započeo iskopavanja na mjestu za koje se vjeruje da je Troja koju je opisao Homer. Međutim, istraživanja nisu iznijela nijedan konkretan dokaz da su se događaji koje opisuje Homer zaista i dogodili. Postoji i mišljenje da Homer u svojim pričama opisuje svojevrsnu kompilaciju ratovanja Grka u razdobljima Mikenske kulture i Brončanog doba, a da se ne opisuju stvarni događaji. Prema mišljenju znanstvenika, epovi Ilijada i Odiseja nastali su u 8.st. prije Krista kao rezultat usmenog pjesništva. O njihovu autoru, Homeru, zna se vrlo malo. Pretpostavlja se da je bio putujući pjesnik podrijetlom iz Jonije.

## Trojanski rat
Povod Trojanskog rata otmica je Helene, najljepše žene na svijetu i supruge spartanskog kralja Menelaja. Nju je oteo Paris, sin trojanskog kralja Prijama. Grci su sa sobom poveli 1.175 lađa gdje je bilo ukupno 141.000 grčkih vojnika. Udruženi i nadmoćniji, deset godina neuspješno opsjedaju Troju. Na kraju grad osvajaju varkom; prave se da napuštaju opsadu i odlaze ostavljajući pred Trojom drvenog konja (Trojanski konj). Trojanci konja uvlače u grad usprkos upozorenjima proročice Kasandre i svećenika Laokonta. Grčki ratnici skriveni u konju otvaraju gradska vrata, pa grad biva osvojen.
U vrijeme kada je bio Trojanski rat, prema legendi je živjela najljepša žena na svijetu, Helena. Ona je bila žena spartanskog kralja Menelaja. Menelaj je bio brat Agamemnonov, tzv. kralja nad kraljevima. On je dugo vremena ratovao protiv Troje i silno ju je želio uništiti. Kada je trojanski princ Paris oteo Helenu, Menelaj se za pomoć obratio svom bratu koji je skupio veliku vojsku i krenuo u pohod na Troju. Naime, Agamemnonu je otmica Helene bila odlična prilika da s razlogom napadne Troju. Grčka vojska je Troju opsjedala punih 10 godina i onda su Troju osvojili varkom. Naime, napravili su drvenog konja u kojeg su se sakrili određeni vojnici, dok se ostatak vojske pravio da odlazi. Naivni Trojanci su drvenog konja uveli u Troju misleći da su to Grci napravili Posejdonu da im blagoslovi putovanje, unatoč opomenama svećenika. Tako je Troja pala nakon mnogo godina neuspješnog opsjedanja. U Trojanskom ratu su sudjelovale mnoge poznate osobe: Hektor, Prijam, Ahilej, Patroklo, Odisej, Agamemnon, Paris, Menelaj ...

## Likovi u ratu na strani Trojanaca
- Apolon
- Afrodita
- Andromaha
- Astijanak
- Asteropaios
- Ares
- Eneja
- Hektor
- Kasandra
- Laokont
- Paris
- Pyraechmes
- Prijam